# Josef Wolfsberger
Josef Wolfsberger (* 5. Juli 1918; † 27. Juli 2001) war ein deutscher Präparator und Lepidopterologe.

## Leben
Wolfsberger lebte in seiner bayerischen Heimat, wohnte überwiegend in Miesbach und entwickelte früh ein Interesse an der Lepidopterologie. Vom Wehrdienst zurückgestellt, wurde Wolfsberger noch während des Zweiten Weltkrieges (im Jahre 1943) an der Zoologischen Staatssammlung München als Präparator in der Sektion Lepidoptera (Schmetterlinge) angestellt. Parallel dazu erforschte er die Schmetterlingswelt in Bayern, wobei dem Alpenraum seine besondere Vorliebe galt. Seit dem Erscheinen von Ludwig Osthelders Werk Die Schmetterlinge Südbayerns und der angrenzenden nördlichen Kalkalpen im Jahr 1929 ist dieses Gebiet nicht mehr systematisch erforscht worden. Wolfsberger aktualisierte die Schmetterlingsfauna nun nach modernen Kriterien. Seine sieben Publikationen Neue und interessante Makrolepidopterenfunde aus Südbayern und den angrenzenden Nördlichen Kalkalpen legen ein Zeugnis von dieser ausführlichen faunistischen Arbeit ab. Viele Exkursionen im Alpenraum unternahm er zusammen mit Franz Daniel. Die umfangreichen Großschmetterlings-Faunen des Gardaseegebietes (1965) und des Monte-Baldo-Gebietes (1971) setzten weitere Maßstäbe für die Erforschung der Alpenfauna. An der Zoologischen Staatssammlung München arbeitete er bis zu seiner Pensionierung 1980 in der zeitweise von Walter Forster geleiteten entomologischen Abteilung. Im Juli 1997 übergab er seine 135.000 Exemplare zählende Schmetterlingssammlung von einmaliger Qualität und Größe an die Zoologische Staatssammlung München.

## Schriften (Auswahl)
Zu entomologischen Themen verfasste Wolfsberger ca. 60 Publikationen. Darunter sind faunistische Arbeiten sowie Neubeschreibungen, beispielsweise:
- Eine neue Form von Crymodes zeta Tr. aus den Ostalpen (Lep., Noct), Nachrichtenblatt der Bayerischen Entomologen 1, 1952, S. 30–31
- Einige interessante Macrolepidopterenfunde aus den Stubaier Alpen (Nordtirol), Nachrichtenblatt der Bayerischen Entomologen (7, 9, 10), 1952, S. 54–55; 71–72; 75–78
- Die südlichsten Fundorte von Biston betularia L. f. carbonaria Jord. und f. insularia Th.-M. in Deutschland. (Lep. Geometridae), Nachrichtenblatt der Bayerischen Entomologen 2, 1953, S. 1–22
- Wanderfalterbeobachtungen 1952 in Südbayern, Nachrichtenblatt der Bayerischen Entomologen 2, 1953, S. 25–29
- Die Verbreitung der boreoalpinen Großschmetterlinge in den nördlichen Kalkalpen zwischen dem Bodensee und der Salzach, Nachrichtenblatt der Bayerischen Entomologen 8, 1959, S. 19–28
- Die Verbreitung von Amathes lorezi Stgr. (Noct. Lep.), Nachrichtenblatt der Bayerischen Entomologen 8, 1959, S. 33–36
- Eine neue Unterart von Ptilophora plumigera ESP. aus den Lessinischen Voralpen in Oberitalien (Lep), Museo Civico di Storia Naturale 9, Verona, 1961, S. 65–67
- Die von Graf G. B. Cartolari in der Umgebung von Cancello in den Lessinischen Voralpen gesammelten Macrolepidopteren, Museo Civico di Storia Naturale 9, Verona, 1961, S. 197–266
- Die Macrolepidopteren-Fauna des Gardaseegebietes, Museo Civico di Storia Naturale, Verona, 1965, 389 Seiten
- Die Macrolepidopteren-Fauna des Monte Baldo in Oberitalien, Museo Civico di Storia Naturale, Verona, 1971, 375 Seiten

## Nach Wolfsberger benannte Taxa
Pieris bryoniae wolfsbergeri Eitschberger, 1984, eine Unterart des Bergweißlings wurde Wolfsberger gewidmet.